# دیو میسون
دیو میسون (به انگلیسی: Dave Mason) (زاده ۱۰ می ۱۹۴۶) خواننده، ترانه سرا انگلیسی است.